# Hilarempis facilis
Hilarempis facilis är en tvåvingeart som beskrevs av Collin 1933. Hilarempis facilis ingår i släktet Hilarempis och familjen dansflugor. Inga underarter finns listade i Catalogue of Life.